# Selodoko
Selodoko is een bestuurslaag in het regentschap Boyolali van de provincie Midden-Java, Indonesië. Selodoko telt 3288 inwoners (volkstelling 2010).